# Echte mannen eten wél kaas
Echte mannen eten wél kaas (2010, ISBN 9789046808115) is een non-fictieboek geschreven door de Nederlandse misdaadjournalist Hendrik Jan Korterink. De eerste druk verscheen in mei 2010. Het is geschreven naar aanleiding van de boeken Echte mannen eten geen kaas (2008) en Bindi (2009) van Maria Mosterd en Ik stond laatst voor een poppenkraam (2009) van haar moeder Lucie Mosterd. Alle drie gaan over Maria's getuigenis dat zij zich onder dwang van een loverboy van haar twaalfde tot haar zestiende prostitueerde, lichamelijk mishandeld werd en bij drugs- en mensenhandel betrokken werd. Korterink twijfelt aan het waarheidsgehalte van een omvangrijk deel van dit verhaal en heeft de beweringen uit de drie boeken proberen te verifiëren. Hiervoor sprak hij onder meer met betrokkenen bij de zaak en (oud-)bekenden van Maria en Lucie Mosterd. Daarvan doet hij in Echte mannen eten wél kaas verslag.
Korterink houdt in het boek dezelfde pseudoniemen aan voor de gesproken en beschreven personen als die worden gebruikt in Echte mannen eten geen kaas, Bindi en Ik stond laatst voor een poppenkraam. Alleen de namen van Maria en Lucie Mosterd zijn echt. 

## Gesproken personen
Korterink had voor het schrijven van Echte mannen eten wél kaas contact met onder andere:
- Manou Paco Reytha, de van loverboy-praktijken, marteling, drugs- en mensenhandel beschuldigde Guineeër die centraal staat in de boeken van de Mosterds.
- Nikki, Maria's voormalige schoolvriendin
- Bernice, Maria's voormalige vriendin van dansles
- Oscar, Lucies ex-man, vader van haar twee zoons en adoptievader van Maria
- Nelleke, Oscars zus
- Ilse Tamrouti, van het Valor-project in India
- Tineke Hoogeveen, hoofd communicatie van de Hoenderloo Groep
- Dr. Marko Jelicic, Faculteit der Psychologie aan de Universiteit van Maastricht
- Drs. Peter Burger, PraktijkStudie Journalistiek en Nieuwe Media aan de Universiteit van Leiden
- Wikkel, Lucies zus
- Maria zelf, die het contact op zeker moment afkapte
- Lucie zelf, die het contact op zeker moment afkapte
- Ricardo, die met Maria in de crisisopvang in een internaat van de Leo-Stichting in Borculo zat
- Ferry, een ex-vriendje van Maria

## Verdere inhoud
Korterink gaat ook in op de waarschijnlijkheid dat personen en instanties die volgens de Mosterds corrupt zijn of waren, dat kunnen zijn. Hij citeert uit rechtbankverslagen, uit de boeken van Maria en Lucie en haalt interviews aan die zij hebben gedaan in de Stentor en verschillende televisieprogramma's zoals het Duitse Explosiv, Moraalridders van Andries Knevel en Tijs van den Brink, De Wereld Draait Door, JENSEN!, Paul de Leeuw en Spraakmakende Zaken van Paul Rosenmöller. Volgens Korterinks onderzoek blijken er verschillen te zitten in de verklaringen van de Mosterds over tijden en plaatsen en zijn andere beweringen van de Mosterds door afstand, tijdgebrek of benodigd materiaal onwaarschijnlijk. Sommige mensen die indertijd meer contact hadden met Maria dan in haar boeken voorkomende personen, laat Korterink ook aan het woord.